# Ivanics Tamás
Ivanics Tamás (Eger, 1986. november 17. –) magyar színész, rendező. 

## Életpályája
Szülővárosában nőtt fel. Érettségi után az egri főiskola magyar-kommunikáció szakán tanult tovább, mellette a Harlekin Bábszínházban töltött el két évet. 2008–2013 között a Színház- és Filmművészeti Egyetem színművész szak – bábszínész szakirányán tanult, Meczner János és Csizmadia Tibor osztályában.  Diplomaszerzése utána a kecskeméti Ciróka Bábszínház tagja lett, mellette játszott a Manna Produkció, a PanoDráma és a kecskeméti Katona József Színház előadásaiban. 2020 óta szabadúszó.

## Film és sorozatszerepei
- A Nagy Fehér Főnök (2022) – Sminkes
- Hazatalálsz (2023–2024) – Pista
- …a szomszéd tehene (2024) – álanyakönyvvezető